# Liste der Kreisstraßen im Landkreis Neu-Ulm
Die Liste der Kreisstraßen im Landkreis Neu-Ulm ist eine Auflistung der Kreisstraßen im bayerischen Landkreis Neu-Ulm mit deren Verlauf.

## Abkürzungen
- GZ: Kreisstraße im Landkreis Günzburg
- K: Kreisstraße in Baden-Württemberg
- L: Landesstraße in Baden-Württemberg
- MN: Kreisstraße im Landkreis Unterallgäu
- NU: Kreisstraße im Landkreis Neu-Ulm
- St: Staatsstraße in Bayern

## Liste
Nicht vorhandene bzw. nicht nachgewiesene Kreisstraßen werden in Kursivdruck gekennzeichnet, ebenso Straßen und Straßenabschnitte, die unabhängig vom Grund (Herabstufung zu einer Gemeindestraße oder Höherstufung) keine Kreisstraßen mehr sind.
Der Straßenverlauf wird in der Regel von Nord nach Süd und von West nach Ost angegeben.
| Nr. NU | Verlauf |
| ------ | --- |
| NU 1   | St 2019 in Roggenburg-Biberach – NU 2 in Roggenburg-Schießen |
| NU 2   | (GZ 1 im Landkreis Günzburg) – Kreisgrenze – NU 1 in Roggenburg-Schießen – Roggenburg-Schleebuch – St 2019 in Roggenburg – Roggenburg-Meßhofen – Buch-Dietershofen b. Illertissen – St 2020 in Buch-Obenhausen |
| NU 3   | St 2019 in Senden-Ay a. d. Iller – St 2031 in Senden-Ay a. d. Iller – Senden – NU 11 in Senden-Aufheim – Neu-Ulm-Hausen – St 2029 in Neu-Ulm-Holzschwang – Pfaffenhofen a. d. Roth-Hirbishofen – St 2021 in Pfaffenhofen a. d. Roth – St 2020 in Pfaffenhofen a. d. Roth – NU 10 in Pfaffenhofen a. d. Roth-Beuren – Pfaffenhofen a. d. Roth-Beurer Mühle - NU 18 in Pfaffenhofen a. d. Roth-Biberberg – St 2022 in Pfaffenhofen a. d. Roth-Biberberg |
| NU 5   | /St 2018 in Illertissen-Leitschäcker – Illertissen-Ziegelstadel - St 2020 in Unterroth bei Illertissen – Unterroth bei Illertissen-Matzenhofen – Kreisgrenze – (MN 27 im Landkreis Unterallgäu) |
| NU 6   | /St 2023 in Neu-Ulm-Burlafingen – Neu-Ulm-Steinheim – Holzheim-Remmeltshofen – St 2021 in Holzheim-Kadeltshofen |
| NU 7   | St 2020 in Oberroth bei Illertissen – Osterberg – St 2017 |
| NU 8   | (GZ 9 im Landkreis Günzburg) – St 2021 – Elchingen-Oberelchingen – NU 13 in Elchingen-Thalfingen – Neu-Ulm-Burlafingen – Neu-Ulm-Pfuhl – St 2023 |
| NU 9   | St 2019 - Senden-Witzighausen – /NU 14 in Vöhringen-Illerberg – Weißenhorn-Emershofen – NU 15 in Illertissen-Tiefenbach – Illertissen-Betlinshausen – St 2031 in Illertissen |
| NU 10  | NU 3 in Pfaffenhofen a. d. Roth-Beuren – Pfaffenhofen a. d. Roth-Niederhausen – St 2022 in Weißenhorn-Obenhausen – NU 17 in Weißenhorn-Biberachzell – Weißenhorn-Asch – St 2019 in Roggenburg-Biberach |
| NU 11  | St 2031 – Neu-Ulm-Gerlenhofen – Neu-Ulm-Werzlen – Neu-Ulm-Hausen – NU 3 in Senden-Aufheim |
| NU 12  | St 2509 in Nersingen-Unterfahlheim – Kreisgrenze – (GZ 26 im Landkreis Günzburg) |
| NU 13  | (K 9913 in Ulm, Baden-Württemberg) – Landesgrenze – NU 8 in Elchingen-Thalfingen |
| NU 14  | (K 7364 im Alb-Donau-Kreis, Baden-Württemberg) – Landesgrenze – St 2031 in Vöhringen – /NU 9 in Vöhringen-Illerberg – St 2019/St 2020/St 2022 in Weißenhorn |
| NU 15  | St 2031 in Bellenberg – NU 9 in Illertissen-Tiefenbach – St 2020 in Buch-Gannertshofen |
| NU 17  | St 2020 in Weißenhorn – Weißenhorn-Unterreichenbach – Weißenhorn-Oberreichenbach – NU 10 in Weißenhorn-Biberachzell |
| NU 18  | (GZ 29 im Landkreis Günzburg) – Kreisgrenze – Pfaffenhofen a. d. Roth-Balmertshofen – NU 3 in Pfaffenhofen a. d. Roth-Biberberg |
| NU 19  | (K 7594 im Landkreis Biberach, Baden-Württemberg) – Landesgrenze – St 2031 in Altenstadt |

## Quelle
OpenStreetMap: Landkreis Neu-Ulm – Landkreis Neu-Ulm im OpenStreetMap-Wiki